# Thermolactyl
Le terme Thermolactyl est une marque commerciale déposée par la société française Damart Serviposte, dont le siège social est situé à Roubaix.

## Invention de la fibre et premiers vêtements
Les Thermolactyl de l'enseigne Damart sont lancés en 1953. Les frères Despature (Jules, Joseph, qui gère la partie commerciale,  et Paul) inventent le Thermolactyl, fibre aux propriétés triboélectriques, de protection contre le froid et l'humidité, en s'inspirant de leur tante percluse de rhumatismes qui s'intéressait aux vertus de la triboélectricité par laquelle le frottement du sous-vêtement sur la peau fournissait une chaleur active. Ils créent leur produit à partir d'un mélange de fibres acryliques et de rhovylon, puis de rhovylactil, chlorofibre synthétique inventée par la filiale Rhovyl de Rhône Poulenc qui avait ses bureaux dans le même immeuble que les services administratifs des Établissements Despature installés à l'angle de la rue Dammartin et du boulevard de Paris à Roubaix.

## Promotion et croissance commerciale
Dès la fin des années 50, Damart appuie sa communication sur un discours fortement technique, valorisant la modernité. En novembre 1957, des milliers de personnes viennent retirer leur échantillon gratuit de Thermolactyl au Centre d'information Damart qui vient d'ouvrir ses portes rue Royale à Paris. Les articles à base de Thermolactyl s'imposent comme des produits chauds, portés par un slogan « Froid, moi ? Jamais! » devenu célèbre et dont l'usage cesse cependant en 1992.

## Diversification de la gamme et nouveaux matériaux
Depuis les traditionnels sous-vêtements, la marque élargit les applications de la fibre aux chaussons, vêtements de nuit ou prêt-à-porter.
Tout en conservant son nom, le Thermolactyl change ensuite de formule. Il n'est plus composé de chlorofibre, mais d'autres fibres synthétiques (acrylique, modacrylique) aux propriétés différentes, plutôt hydrophiles, dépourvues d'effet triboélectrique et dont l'effet calorifique repose sur l'emprisonnement de bulles d'air, et sans résistance au feu.
Le Thermolactyl est également influencé par les orientations stratégiques du secteur habillement, Damart menant des recherches autour de la durabilité, de l'écoconception et de l'économie circulaire.

## Ventes et poids économique
En 2022, les ventes d'articles en Thermolactyl représentent au mieux autour de 10% du chiffre d'affaires du groupe Damartex, donnant à la gamme une portée limitée malgré son statut icônique.